# 塩乃華織
塩乃華織（しおのかおり、3月24日 - ）は、日本の歌手である。日本クラウン所属。

## 人物
大阪府大阪市出身。歌好きの祖母の影響を受け、3歳で歌のレッスンを始めた。
おばあちゃん子で常に時間を共に過ごしていたが、小学生の頃は休日も歌のレッスンや発表会が多く、歌を辞めたいと思っていた。一度、祖母に言ったところ大目玉を喰らい、それ以来祖母には言えず母へ愚痴を漏らしていたと言う。しかし、10歳の頃に祖母が死去した。
歌を辞めてもいいよと、両親から言葉をかけられたが、ここで辞めてしまうと大好きだった祖母との見えない絆が切れてしまうのではないかと子供ながらに感じ「やれるところまでやる」と、この頃歌手への気持ちが芽生え始めたと塩乃は話す。
高校1年生の頃に受けたカラオケ全国大会でグランプリを受賞がきっかけとなり、大学生でインディーズ活動をスタートした。
2009年6月3日に『失恋美人』を発売した。2011年9月7日、『陽だまりの花』で日本クラウンからメジャーデビューを果たす。
2015年から、ワンマンライブをumedaTRADにて定期的に開催しており、現在も年に約4回のペースで継続し行なっている。

## 略歴

### ももいろ歌合戦出演
- 2015年　温泉施設で行なっていた公演が、家族旅行で来ていたももいろクローバーZのプロデューサーの目にとまり、翌年イベントへのオファーを受ける。

- 2017年　大晦日、カウントダウンライブ「第一回　ゆく年くる年ももいろ歌合戦」パシフィコ横浜を皮切りに

　　毎年おこなわれる「ももいろ歌合戦」へ連続出演している。歌唱曲：イエスタディにつつまれて
- 2018年　「第２回ももいろ歌合戦」パシフィコ横浜

　　　歌唱曲：ほっといてんかあんな阿呆
- 2019年　「第３回ももいろ歌合戦」横浜アリーナ

　　　歌唱曲：アナ雪メドレー　 アイドルメドレー：赤いスイートピー（w/ 佐々木彩夏）
- 2020年　「第４回ももいろ歌合戦」品川プリンスホテル飛天の間（無観客）

　　　歌唱曲：七尾線　　アイドルメドレー：Make  you happy（w/ 妃海風さん）
- 2021年　「第５回ももいろ歌合戦」武道館

　　　歌唱曲：きのくに線　　アイドルメドレー：咲き誇れ愛しさよ（w/ 松本明子さん）
- 2022年　「第６回ももいろ歌合戦」武道館

　　　歌唱曲：命さらしても

### その他
- キダ・タローのCMソングを数々担当する。
- 2016年 - 初の台湾キャンペーンを開催した。同年・翌年(2017)と台湾コンサートに出演するなど、海外との交流を深めている。
- 2022年6月 - YouTube公式チャンネルを開設した。半年間で1000人のチャンネル登録者数を集めなければ打ち切りという条件のもとスタートしたが、1ヶ月で達成した。

## ディスコグラフィ

### シングル
- 全て日本クラウンからリリース。

| # | 発売日         | 曲順 | タイトル                  | 作詞         | 作曲         | 編曲       | オリコン演歌・歌謡部門 最高位 | 規格品番  |
| - | -------------- | ---- | ------------------------- | ------------ | ------------ | ---------- | ----------------------------- | --------- |
| - | 2009年 6月3日  | 01   | 失恋美人                  | かず翼       | 桧原さとし   | 伊戸のりお |                               | CRCN-2272 |
| - | 2009年 6月3日  | 02   | じんわり酒                | かず翼       | 桧原さとし   | 伊戸のりお |                               | CRCN-2272 |
| 1 | 2011年 9月7日  | 01   | 陽だまりの花              | 仁井谷俊也   | 大谷明裕     | 池多孝春   |                               | CRCN-1564 |
| 1 | 2011年 9月7日  | 02   | 誘惑されて棄てられて      | 仁井谷俊也   | 大谷明裕     | 伊戸のりお |                               | CRCN-1564 |
| 2 | 2013年 1月9日  | 01   | ほっといてんか あんな阿呆 | もず唱平     | 岡千秋       | 池多孝春   |                               | CRCN-1668 |
| 2 | 2013年 1月9日  | 02   | しあわせ招き猫            | 近藤しげる   | 山本陣       | 池多孝春   |                               | CRCN-1668 |
| 3 | 2014年 10月8日 | 01   | 夜更けのワルツ            | もず唱平     | キダ・タロー | 伊戸のりお |                               | CRCN-1825 |
| 3 | 2014年 10月8日 | 02   | つよがり芝居              | 円香乃       | キダ・タロー | 伊戸のりお |                               | CRCN-1825 |
| 4 | 2015年 11月4日 | 01   | イエスタディにつつまれて  | 荒木とよひさ | キダ・タロー | 新垣隆     |                               | CRCN-1913 |
| 4 | 2015年 11月4日 | 02   | 女の月夜唄                | もず唱平     | キダ・タロー | 伊戸のりお |                               | CRCN-1913 |
| 5 | 2017年 2月22日 | 01   | 赤い橋                    | たきのえいじ | 弦哲也       | 伊戸のりお |                               | CRCN-8036 |
| 5 | 2017年 2月22日 | 02   | 鴨川なさけ                | たきのえいじ | 弦哲也       | 伊戸のりお |                               | CRCN-8036 |
| 6 | 2019年 11月6日 | 01   | 七尾線                    | 内藤綾子     | 西つよし     | 猪股義周   | 13位                          | CRCN-8288 |
| 6 | 2019年 11月6日 | 02   | ありふれた口づけ          | 内藤綾子     | 西つよし     | 猪股義周   | 13位                          | CRCN-8288 |
| 7 | 2021年 5月12日 | 01   | きのくに線                | 内藤綾子     | 西つよし     | 猪股義周   | 6位                           | CRCN-8400 |
| 7 | 2021年 5月12日 | 02   | しあわせの隣り            | 内藤綾子     | 西つよし     | 猪股義周   | 6位                           | CRCN-8400 |
| 8 | 2022年 4月6日  | 01   | 命さらしても              | 内藤綾子     | 西つよし     | 矢田部正   | 4位                           | CRCN-8474 |
| 8 | 2022年 4月6日  | 02   | Rain                      | 内藤綾子     | 西つよし     | 矢田部正   | 4位                           | CRCN-8474 |
| 9 | 2023年 4月5日  | 01   | 白夜行                    | 朝比奈京仔   | 西つよし     | 矢田部正   | 3位                           | CRCN-8560 |
| 9 | 2023年 4月5日  | 02   | 居酒屋「酒の縁」          | 内藤綾子     | 西つよし     | 矢田部正   | 3位                           | CRCN-8560 |

### その他の楽曲
- 「居酒屋姉妹」（浅田あつことのデュエット曲[注釈 1]）
  - 2019年6月19日に発売された浅田のシングル「そやけど」に収録[2]。

## 出演

### ラジオ
- ラジオ大阪「レインボーミュージック」（2011年10月 - 12月）
- ラジオ関西「塩乃華織のほっといてんか」（ - 2015年3月）
- ラジオ関西「Kenjiro華織のミッドナイト歌謡」（2015年4月 - 2017年9月）
- ラジオ関西「塩乃華織のしあわせ歌謡」（2017年10月 - 2018年3月）
- ラジオ大阪「中村泰士のG POP！」（2020年10月 - 、毎週金曜18:00-18:30）

### テレビ
- J:COM「まきとかおりの歌う王冠」（2014年4月 - 2016年3月）
- BSテレ東「サブちゃんと歌仲間」
- MBS「ちちんぷいぷい」コロナに負けるな！エンタメさん 2020.4
- ABC「パネルクイズ アタック25」2020.11
- フジテレビ「芸能人合唱バトル」2022.12

### CMソング
- 海月館の唄（ホテル）
- 淡路夢舞台CMソング
- エコリカCMソング「エコリカちゃんと呼ばれたい」
- 兵衛向陽閣の唄（2018年リニューアル版）

### CMナレーション
- C3
- ラカント

### その他
- のこ坊のうた（ゆるキャラ）
- 兵庫ヤクルト社歌
- 難波センター街の歌　2020.7
- それぞれの北新地（2017年11月 中村泰士プロデュース北新地 歌プロジェクト）[3]
- ももいろ歌合戦（2017年から毎年出演）[4][5][6][7]